# El Higo (Panamá)
El Higo es un corregimiento panameño ubicado en la provincia de Panamá Oeste, en el distrito de San Carlos, aproximadamente a 100 km de la Ciudad de Panamá. Su nombre se debe a la gran abundancia de árboles de higo que existían anteriormente en el área.
El Higo se independizó del corregimiento de La Ermita el 4 de diciembre de 1954. Actualmente cuenta con una escuela primaria, un centro de salud y varios proyectos ecológicos. La localidad tiene 2.710 habitantes (2010).